# 中空知
中空知（なかそらち）は日本の都道府県の一つ、北海道の空知総合振興局管内を3地域に分けた区分の一つである。

## 概要
空知管内を北から順に北空知・中空知・南空知に三区分した地域の一つで、全域とも旧石狩国に属していた。
中空知広域市町村圏組合に参加している自治体は以下の通りである。
- 芦別市
- 赤平市
- 滝川市
- 砂川市
- 歌志内市
- 空知郡
  - 奈井江町
  - 上砂川町
- 樺戸郡
  - 浦臼町
  - 新十津川町
- 雨竜郡
  - 雨竜町

雨竜町は雨竜郡に属する他の4町（旧空知支庁から上川総合振興局に所属が移動した幌加内町を除く）と同様に北空知へ区分される場合がある。樺戸郡も3町のうち月形町は振興局所在地の岩見沢市に隣接しているため南空知へ区分されることが多く、中空知に含めることは稀である。また、空知郡（上川管内の3町を除く）のうち南幌町は他の2町と地理的に分断されているため、中空知でなく南空知に含まれる。

### 北海道内の地域区分における中空知
以下のように、国や道の地域区分では雨竜町を中空知でなく北空知に区分することが多い。
北海道運輸局
大部分は札幌市の本局が交付する「札幌」ナンバーの区域だが、雨竜町は旭川運輸支局が交付する「旭川」ナンバーとなる。
北海道警察
札幌市の北海道警察本部直轄とされている。ただし、雨竜町は北空知の一部として旭川方面本部の管轄とされている。
札幌地方裁判所・札幌地方検察庁
共に滝川支部の管轄区域となり、それぞれ滝川簡易裁判所と滝川区検察庁が併設されている。雨竜町は旭川地方裁判所・旭川地方検察庁の管轄区域。
NHK札幌放送局
雨竜町は旭川放送局の放送区域。